# 명십삼릉

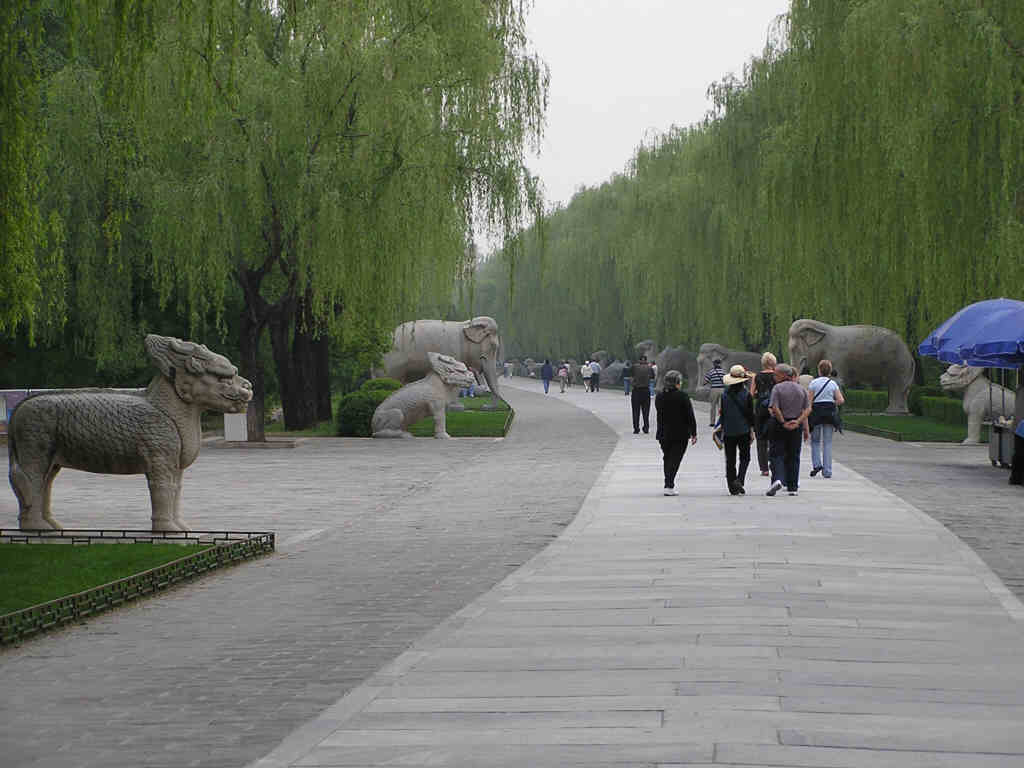
명십삼릉으로 들어가는 입구의 신도

명십삼릉(明十三陵, Ming Thirteen Tombs)은 중화인민공화국 베이징시 창핑구 천수산에 위치한 역대 명나라 황제와 황후의 능묘군이다. 영락제가 베이징으로 천도한 이후의 황제 13명의 능묘가 있기 때문에 이렇게 통칭되고 있다. 난징시의 효릉과 함께 2003년 세계유산으로 지정되었다. 현재 공개되고 있는 것은 장릉, 소릉, 정릉뿐이다.

## 개요
명나라를 건국한 홍무제를 비롯하여 숭정제까지 총 16명의 황제 중 명십삼릉에 묻힌 황제는 13명이다.
홍무제는 난징에 있는 효릉에 묻혔고, 건문제는 정난의 변으로 생사가 불가능한 채로 실종되었고 경태제는 탈문의 변으로 퇴위하여 사후 베이징 서교 금산에 묻혔지만 명십삼릉에는 포함되지 못했다. 이 3명의 황제를 제외한 13명의 황제와 각각의 황후들이 묻혀 있다. 또한 사후에 황제로 추존된 흥종과 예종의 능묘 또한 명십삼릉에 포함되지 않는다.

## 목록
|    | 능호       | 피장자                                   | 조성 기간       | 사진 | 위치                                                                          |
| -- | ---------- | ---------------------------------------- | --------------- | ---- | ----------------------------------------------------------------------------- |
| 1  | 장릉(長陵) | 성조 영락제 인효문황후                   | 1409년 ~ 1415년 |      | 북위 40° 18′ 5.16″ 동경 116° 14′ 35.45″ / 북위 40.3014333° 동경 116.2431806°  |
| 2  | 헌릉(獻陵) | 인종 홍희제 성효소황후                   |                 |      | 북위 40° 18′ 18.12″ 동경 116° 14′ 15.61″ / 북위 40.3050333° 동경 116.2376694° |
| 3  | 경릉(景陵) | 선종 선덕제 효공장황후                   |                 |      | 북위 40° 17′ 54.14″ 동경 116° 15′ 08.52″ / 북위 40.2983722° 동경 116.2523667° |
| 4  | 유릉(裕陵) | 영종 정통제 효장예황후 효숙황후          |                 |      | 북위 40° 18′ 49.33″ 동경 116° 13′ 55.56″ / 북위 40.3137028° 동경 116.2321000° |
| 5  | 무릉(茂陵) | 헌종 성화제 효정순황후 효목황후 효혜황후 |                 |      | 북위 40° 18′ 51.60″ 동경 116° 13′ 36.17″ / 북위 40.3143333° 동경 116.2267139° |
| 6  | 태릉(泰陵) | 효종 홍치제 효성경황후                   |                 |      | 북위 40° 19′ 23.33″ 동경 116° 12′ 59.90″ / 북위 40.3231472° 동경 116.2166389° |
| 7  | 강릉(康陵) | 무종 정덕제 효정의황후                   |                 |      | 북위 40° 19′ 10.03″ 동경 116° 12′ 13.40″ / 북위 40.3194528° 동경 116.2037222° |
| 8  | 영릉(永陵) | 세종 가정제 효결숙황후 효열황후 효각태후 |                 |      | 북위 40° 17′ 18.09″ 동경 116° 15′ 06.05″ / 북위 40.2883583° 동경 116.2516806° |
| 9  | 소릉(昭陵) | 목종 융경제 효의장황후 효안황후 효정황후 |                 |      | 북위 40° 17′ 28.76″ 동경 116° 12′ 38.55″ / 북위 40.2913222° 동경 116.2107083° |
| 10 | 정릉(定陵) | 신종 만력제 효단현황후 효정태후          | 1584년 ~ 1590년 |      | 북위 40° 17′ 42.43″ 동경 116° 12′ 58.53″ / 북위 40.2951194° 동경 116.2162583° |
| 11 | 경릉(慶陵) | 광종 태창제 효원정황후 효화태후 효순태후 |                 |      | 북위 40° 18′ 29.43″ 동경 116° 14′ 01.32″ / 북위 40.3081750° 동경 116.2337000° |
| 12 | 덕릉(德陵) | 희종 천계제 효애철황후                   |                 |      | 북위 40° 17′ 15.01″ 동경 116° 15′ 35.91″ / 북위 40.2875028° 동경 116.2599750° |
| 13 | 사릉(思陵) | 숭정제 효절열황후 공숙황귀비             | 1642년          |      | 북위 40° 16′ 08.69″ 동경 116° 11′ 32.64″ / 북위 40.2690806° 동경 116.1924000° |

## 같이 보기
- 효릉 (명)
- 경태릉
- 중화인민공화국의 세계유산
- 명나라의 군주 목록
- 명나라의 황후 목록